# Liste der Naturdenkmale in Oedheim
| Naturdenkmale | Anzahl |
| ------------- | ------ |
| FND           | 1      |
| END           | 3      |
| Gesamt        | 4      |

Die Liste der Naturdenkmale in Oedheim nennt die verordneten Naturdenkmale (ND) der im baden-württembergischen Landkreis Heilbronn liegenden Gemeinde Oedheim. In Oedheim gibt es insgesamt vier als Naturdenkmal geschützte Objekte, davon ein flächenhaftes Naturdenkmal (FND) und drei Einzelgebilde-Naturdenkmale (END).
Stand: 1. November 2016.

## Flächenhafte Naturdenkmale (FND)
| Name                                           | Bild | Kennung     | Einzelheiten | Position | Fläche Hektar | Datum         |
| ---------------------------------------------- | ---- | ----------- | ------------ | -------- | ------------- | ------------- |
| Quelle und Feuchtfläche beim Falkensteiner Hof |      | 81250780001 | Oedheim      | ⊙        | 0,2           | 18. Juli 1986 |
| Legende für Naturdenkmal                       |      |             |              |          |               |               |

## Einzelgebilde (END)
| Name                             | Bild | Kennung     | Einzelheiten | Position | Fläche Hektar | Datum         |
| -------------------------------- | ---- | ----------- | ------------ | -------- | ------------- | ------------- |
| 2 Roßkastanien                   | BW   | 81250650003 | Oedheim      | ⊙        | 0,0           | 18. Juli 1986 |
| 2 Silberpappeln                  | BW   | 81250780003 | Oedheim      | ⊙        | 0,0           | 18. Juli 1986 |
| 3 Roßkastaniengruppen (10 Bäume) | BW   | 81250780002 | Oedheim      | ⊙        | 0,0           | 18. Juli 1986 |
| Legende für Naturdenkmal         |      |             |              |          |               |               |